# Fadil Paçrami
Fadil Paçrami (* 25. Mai 1922 in Shkodra; † 16. Januar 2008 in Tirana) war ein albanischer Schriftsteller, Dramatiker und Politiker der Partei der Arbeit Albaniens.

## Biografie

### Aufstieg zum Parlamentspräsidenten, Verhaftung und Gefängnis
Nach dem Besuch des Franziskaner-Kollegiums von Shkodra studierte er Medizin an der Universität Bologna. 1942 brach er das Studium ab und beteiligte sich daraufhin während des Zweiten Weltkrieges von 1942 bis 1944 am kommunistischen antifaschistischen Unabhängigkeitskrieg.
Er gehörte dem aus 118 Personen bestehenden Antifaschistischen Rat der nationalen Befreiung an, der im Mai 1944 vom Kongress von Përmet als Übergangsparlament gewählt wurde und den Kommunisten zur Machtübernahme verhalf. 1945 wurde er zum Mitglied der Konstituierenden Versammlung (Asamblea Kushtetuese) gewählt. In der Folgezeit wurde er zunächst Vizeminister für Bildung und Kultur und damit Stellvertreter von Sejfulla Malëshova, ehe er von 1948 bis 1957 Chefredakteur von Zëri i popullit, dem Organ der PPSh, war.
1950 wurde er erstmals Abgeordneter der Volksversammlung (Kuvendi Popullor) und gehörte dieser als Vertreter von Peshkopia von der zweiten Legislaturperiode bis zum 9. Dezember 1973 an. Darüber hinaus war er auch mehrere Jahre Mitglied des Zentralkomitee (ZK) der PPSh.
Daneben war er zwischen dem 1. Januar 1965 und dem 18. März 1966 als Nachfolger von Manush Myftiu Minister für Bildung und Kultur. Sein Nachfolger in diesem Amt war Thoma Deljana. Über mehrere Jahre war er auch Mitglied des Zentralkomitees der Union der Schriftsteller und Künstler sowie Parteisekretär im Kreis Tirana.
Während dieser Zeit war er von 1970 bis zum 25. September 1973 Präsident der Volksversammlung.
Im Dezember 1972 gehörte er zu den Verantwortlichen für die Durchführung des XI. Musikfestivals Festivali i Këngës, bei dem erstmals westlich geprägte Musik gespielt wurde und junge Frauen in Miniröcken zu sehen waren. Die Abkehr von dem bisher vom sozialistischen Realismus geprägten Festival führte zur Kritik innerhalb der Führung der PPSh. Auf dem 4. Plenum des ZK der PPSh, das vom 26. Juni bis zum 28. Juni 1973 stattfand, wurde er zusammen mit Todi Lubonja schwer kritisiert und beiden ein Untergraben der realsozialistischen Parteidisziplin vorgeworfen.
Zugleich verlor er seine Funktionen innerhalb der PPSh sowie der Union der Schriftsteller und Künstler, die ihm Verrat an der Partei und am albanischen Volk vorwarf und ihn als Gegner der Partei und der Nation bezeichnete. Großen Einfluss auf seine Verhaftung hatte Nexhmije Hoxha, die Ehefrau des damaligen Ersten Sekretärs der PPSh Enver Hoxha, die auch Direktorin des Instituts für Marxismus-Leninismus in Tirana war. Im Anschluss wurde Dritëro Agolli Vorsitzender der Union der Schriftsteller und Künstler.
Nachdem er seine Ämter verloren hatte, wurde er am 21. Oktober 1975 von der Geheimpolizei Sigurimi verhaftet und verbrachte 18 Monate in Haft, ehe gegen ihn Anklage wegen Sabotage der Kultur und Infizierung der Jugend durch westliche Einflüsse erhoben wurde. Ein Gericht verurteilte ihn daraufhin 1977 zu 25 Jahren Freiheitsstrafe, von denen er einschließlich seiner Untersuchungshaft mehr als fünfzehn Jahre bis zu seiner Entlassung aus Gesundheitsgründen kurz vor dem Zusammenbruch des Kommunismus 1991 verbüßte.

### Schriftstellerische Laufbahn
Fadil Paçrami gehörte zu den bekanntesten albanischen Schriftstellern und Dramatikern der Gegenwart.  Neben seiner politischen Laufbahn verfasste er bis zu seiner Entmachtung 13 Theaterstücke, von denen neun veröffentlicht wurden. In Werken wie Ngjarje në fabrikë (Ereignisse in der Fabrik) und Çështja e inxhinier Saimirit (Der Fall des Ingenieurs Saimiri) beschäftigte er sich mit der Beziehungen des Einzelnen zum Kollektiv. Zu seinen weiteren Werken gehören:
- Në tufan
- Shtëpia në Bulevard
- Rrugëve të pashkelura
- E bardha dhe e zeza
- 20 ditët
- Viti 61
- Nuk kam mall për vjetërsira